# 274302 Abahazi
274302 Abahazi este o planetă minoră (asteroid) din centura de asteroizi. A fost descoperită pe 24 august 2008 la Piszkéstetői Obszervatórium⁠(d) de Krisztián Sárneczky⁠(d). 
Obiectul prezintă o orbită caracterizată de o semiaxă mare de 3,0970467798403 UAi, o excentricitate de 0,09, o înclinație de 10,3 ° în raport cu ecliptica.